# Foire à Dieppe, matinée ensoleillée
Foire à Dieppe, matinée ensoleillée (ou La Foire autour de l'église Saint-Jacques, Dieppe, matin, soleil) est un tableau de l'artiste impressionniste français Camille Pissarro. Réalisé en 1901, il fait partie de la collection du musée de l'Ermitage à Saint-Pétersbourg.

## Description
La toile montre un marché à Dieppe, à gauche en arrière-plan on aperçoit le portail de l'église Saint-Jacques, devant celui-ci se trouve un chapiteau de cirque et de nombreuses allées et stands couverts. A droite et au centre se trouvent des maisons qui limitent l'espace du marché, une foule dense se presse autour de la place.
Le tableau a été peint à la fin de l’été et au début de l’automne 1901. Le 19 juillet, Pissarro d'Eragny écrit à son fils Lucien :

« Je pars demain à Dieppe et je logerai à l'Hôtel du Commerce, place Duquesne. Ma fenêtre fera face au côté gauche du marché ; on peut voir le portail de l'église, des tours et des maisons assez pittoresques. »

Le 26 juillet, de Dieppe, il écrit à Lucien : 

« … Alors, je me suis installé ici, dans une petite chambre d'hôtel, face à l'église Saint-Jacques et au marché. J'ai déjà commencé plusieurs toiles avec de la pluie. J'ai décidé de peindre la pluie, croyant qu'après la chaleur tropicale qui nous était parvenue, le temps pluvieux viendrait - au grand dam des commerçants locaux… »

— .

Au total, Pissarro a peint 9 tableaux de la série, tous différant considérablement les uns des autres en termes de perspective et d'angle de vue. L'artiste lui-même écrit à son fils le 28 août : 

« J'ai fait quatre toiles à trente, une à vingt-cinq et je continue à travailler sur une toile à trente, deux à vingt-cinq, une à quinze et encore une gouache »

— (Il s'agit des formats de toile traditionnels français).
Les deux premières toiles représentent en réalité une place déserte par temps ensoleillé avec de rares passants ; la position dominante dans ces œuvres est occupée par l'église Saint-Jacques. Le premier tableau, L'église Saint-Jacques de Dieppe, matin ensoleillé est conservé au musée d'Orsay à Paris, la deuxième œuvre du même nom appartient à un collectionneur privé. La troisième toile représente déjà la place au plus fort de la journée de commerce, mais le ciel est couvert de nuages ; elle se trouve également dans une collection privée.
La toile de l'Ermitage est répertoriée comme la quatrième de la série et est assez proche de l'œuvre précédente, au moins le même angle est utilisé et la zone est également représentée au plus fort de la journée.
La cinquième toile représente également une journée claire et ensoleillée, mais le point de vue est décalé beaucoup vers la droite, de sorte que seul le bord est visible depuis l'église et le chapiteau du cirque. Ce tableau fait partie de la collection du Philadelphia Museum of Art. Dans les quatre tableaux suivants, la cathédrale occupe une place prédominante, avec le temps pluvieux dans deux d'entre eux, et le soleil et un ciel dégagé dans les deux autres. Toutes ces peintures se trouvent dans des collections privées.
On pense que toute la série Dieppe a été peinte par Pissarro sous l'influence des Cathédrales de Rouen de Claude Monet, montrées au public au printemps 1895. Pissarro considérait cela comme un « spectacle époustouflant » et était « admiratif de cette habileté extraordinaire ». Cependant, si « les variations de Monet excluent la présence d’une personne, alors les variations de Pissarro sont remplies de personnages ».

## Historique de l'œuvre
Le tableau de l'Ermitage fut acheté par la galerie Bernheim-Jeune en novembre 1901 et fut bientôt vendu à Léon Moreau de Paris. Le 29 mai 1925, Moreau vend le tableau à la galerie des héritiers de Paul Durand-Ruel, et le 12 janvier 1928, il est acheté par une galerie berlinoise, qui, à son tour, le vend bientôt à l'homme d'affaires et collectionneur allemand Otto Krebs de Weimar. Après la mort de Krebs au printemps 1941 d'un cancer, le tableau fut conservé dans le domaine de Krebs à Holzdorf, près de Weimar ; pendant la Seconde Guerre mondiale, la collection de Krebs était cachée dans un coffre-fort spécialement équipé, construit sous l'une des dépendances du domaine. En 1945, Holzdorf fut occupée par les troupes soviétiques et le quartier général de l'administration militaire soviétique en Allemagne était situé sur le domaine de Krebs. La collection, dont la  Foire de Dieppe, a été découverte et décrite sur place par des équipes de trophées soviétiques chargées de collectionner des œuvres d'art et de les exporter vers l'URSS, après quoi elles ont été envoyées à l'Ermitage en 1949, où elle fut longtemps conservée et n'était pas connue du grand public et même de la plupart des chercheurs ; en Occident, on pensait que la collection Krebs avait été perdue durant la guerre.
Le tableau n'a été montré au public pour la première fois seulement en 1995 lors de l'exposition Trophées d'art de l'Ermitage. Depuis 2001, il fait partie de l'exposition permanente de l'Ermitage et est exposé depuis fin 2014 dans la galerie à la mémoire de Sergueï Chtchoukine et des frères Morozov dans le bâtiment de l'état-major (salle 411).

Auteur et compilateur du premier catalogue raisonné des peintures de Pissarro, publié en 1939, Lionello Venturi écrit à propos du tableau 

« … Foire de Dieppe, matin ensoleillé est un chef-d'œuvre d'énergie picturale : l'ensemble créé par l'église, les maisons, les casernes, la foule, c'est un mouvement complet, où tout concourt à un effet grandiose et holistique »

— 

## Galerie

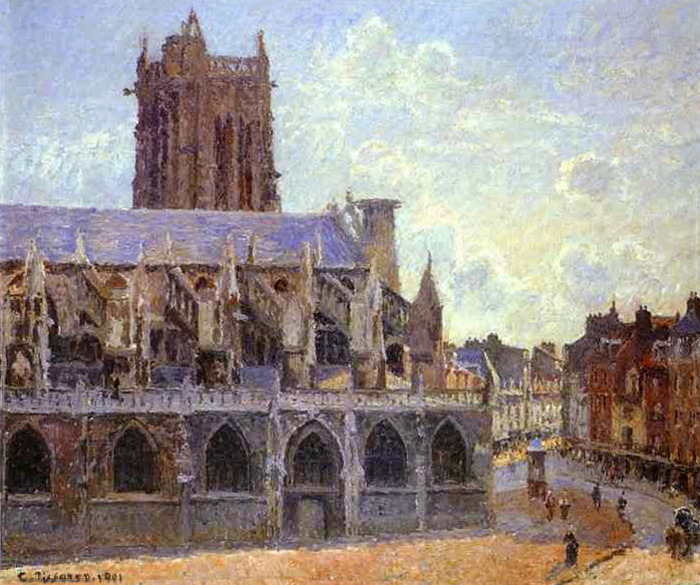
Premier tableau de la série, la place est déserte. Musée d'Orsay.
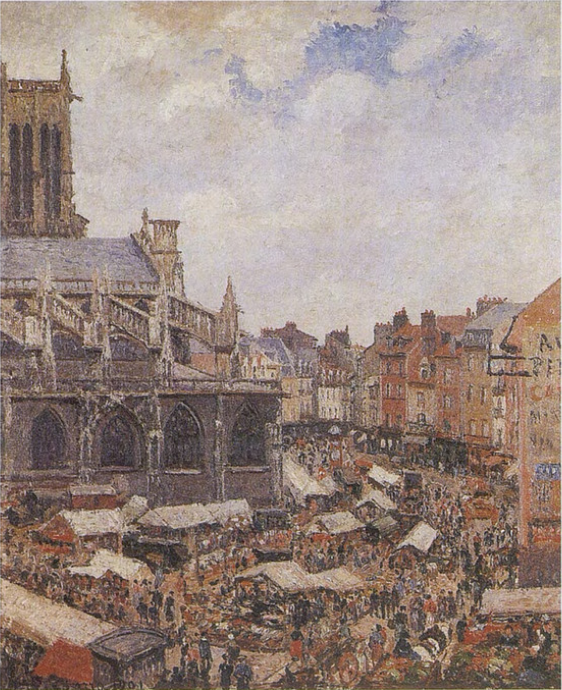
Troisième scène de la série, le chapiteau de cirque est manquant. Collection privée.
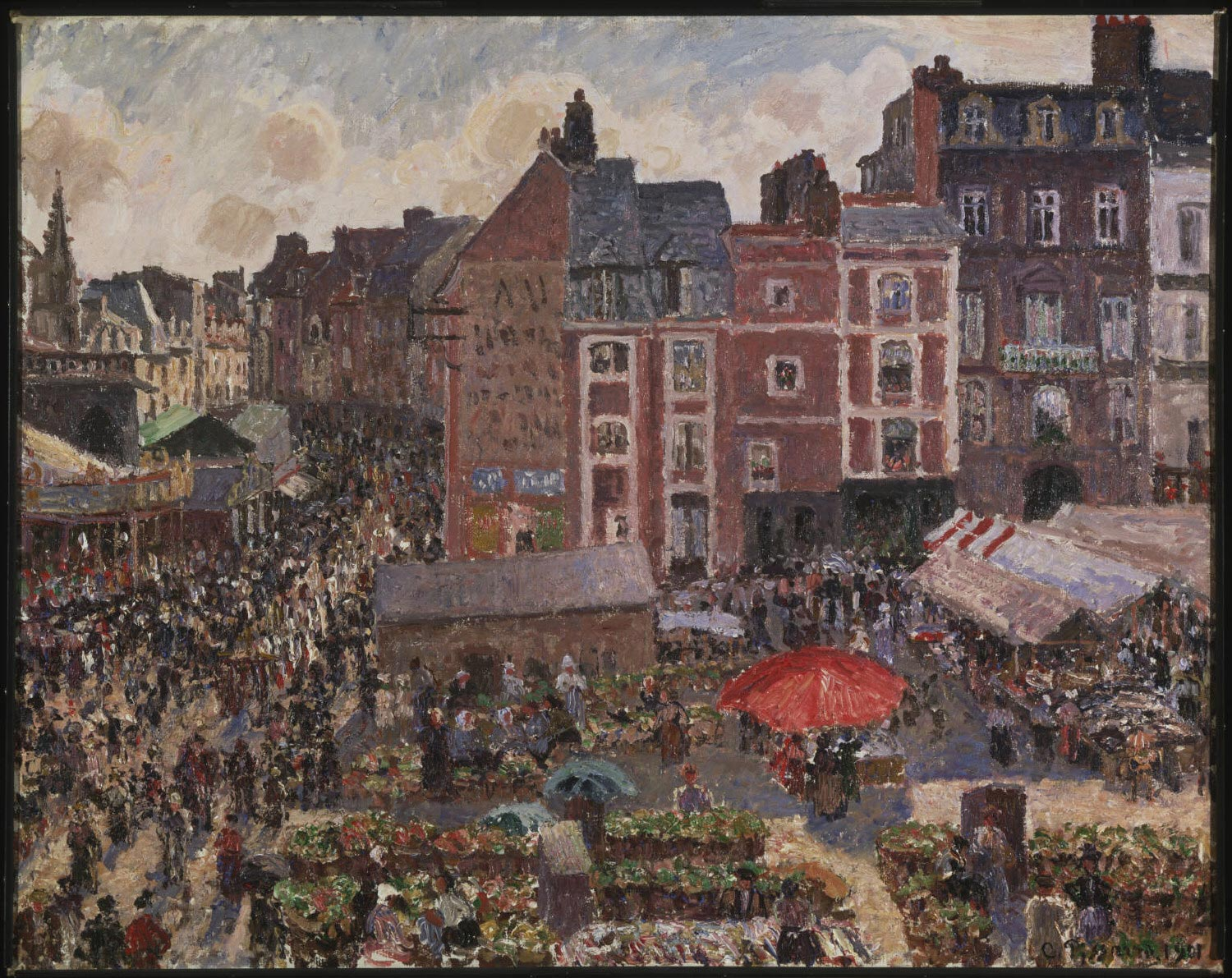
Sixième scène de la série, la vue est décalée vers la droite. Musée d’art de Philadelphie
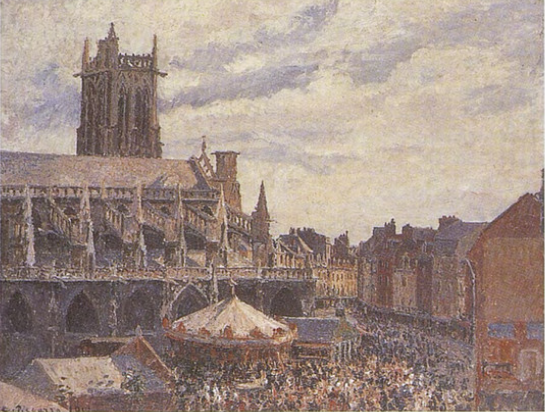
Neuvième scène de la série, le point de vue est éloigné avec une vue plus panoramique, le chapiteau de cirque est au centre. Collection privée.
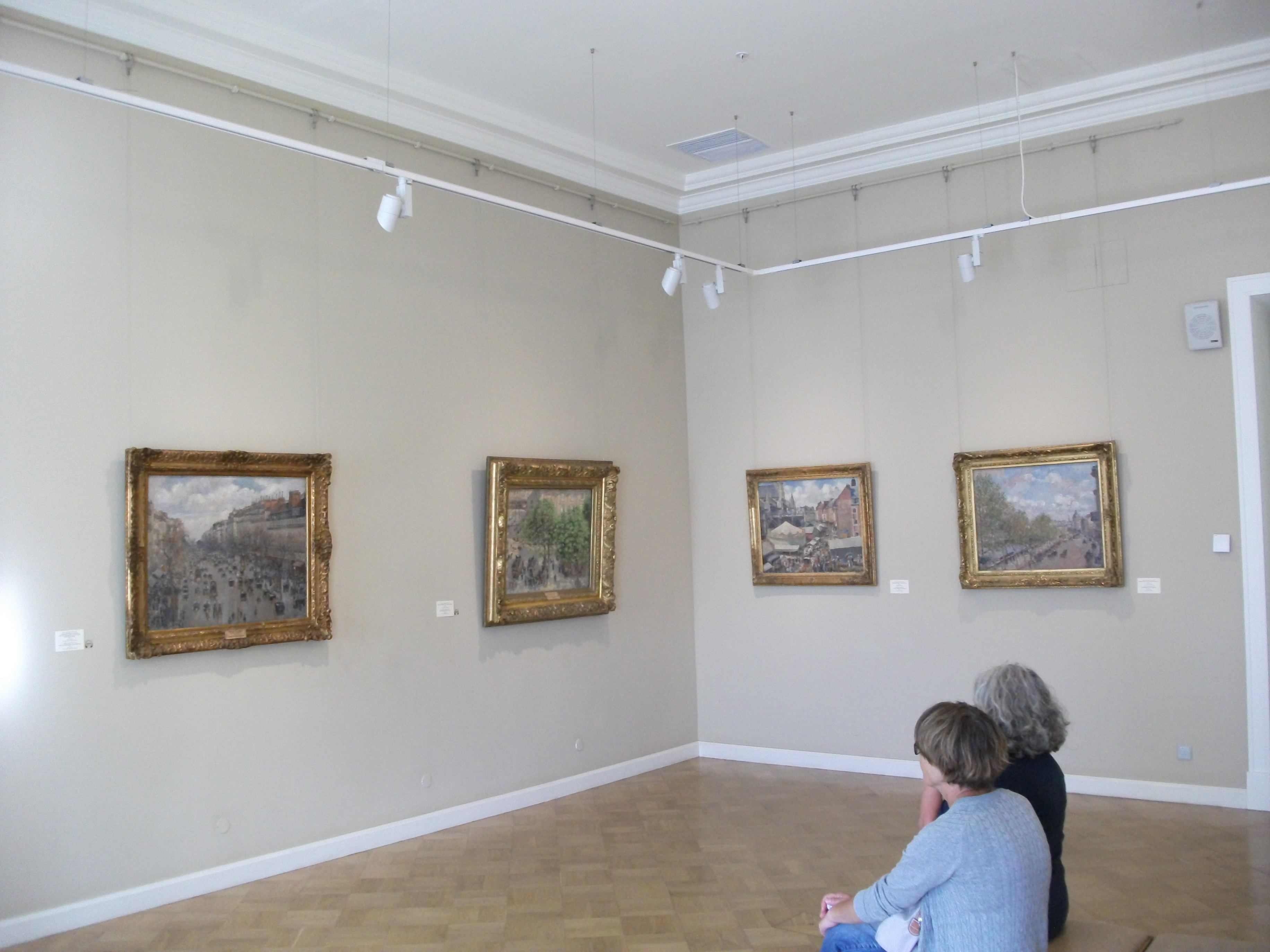
La toile dans le bâtiment de l’état-major. « La Foire de Dieppe » deuxième à partir de la droite.

## Littérature
- Le musée de l’Ermitage. « Art déplacé ». 1945-1958 : Documents d’archives. Ed. par M. B. Piotrovsky, comp. A. N. Aponasenko. - SPb. : Izd-vo Gos. Ermitage, 2014. - T. 1. - 408 p. -  (ISBN 978-5-93572-551-8).
- Camille Pissarro. Lettres. Critique. Mémoires de contemporains. article, note et chronologie de la vie et de l’œuvre de K. G. Bohemskaya, trad. de l’anglais. E. R. Claesson. Moscou, Iskusstvo Publ., 1974. - 352 pages.
- Kostenevich A. G. Iskusstvo Frantsii [Art de la France]. Peinture. Dessin. Sculpture : en deux volumes. Saint-Pétersbourg : Publ. de l’Ermitage, 2008. - 532 p. -  (ISBN 978-5-93572-295-1). -  (ISBN 978-5-93572-308-8).
- Kostenevich A. G. Chefs-d’œuvre inconnus. Peintures françaises des 19e et 20e siècles provenant de collections privées en Allemagne. - New York, Saint-Pétersbourg : Harry N. Abrams, 1995. - 292 p. -  (ISBN 0-8109-3432-9).
- Pissarro J., Duran-Ruel Snollaerts C. Pissarro. Catalogue critique des peintures. - Milano: Skira, Wildenstein Institute Publications, 2005. - Vol. 3. - 499 - 963 p. -  (ISBN 88-7624-525-1).